# Molossops mattogrossensis
Molossops mattogrossensis là một loài động vật có vú trong họ Dơi thò đuôi, bộ Dơi. Loài này được Vieira mô tả năm 1942.